# Pie (oiseau)
 (mars 2021).
Si vous disposez d'ouvrages ou d'articles de référence ou si vous connaissez des sites web de qualité traitant du thème abordé ici, merci de compléter l'article en donnant les références utiles à sa vérifiabilité et en les liant à la section « Notes et références ».
Pour les articles homonymes, voir pie.
Taxons concernés
Dans la famille/genre des taxon :
- dans la famille des Corvidae, dans les genres :
  - Crypsirina
  - Cyanopica
  - Dendrocitta
  - Urocissa
  - Pica
  - Temnurus
- dans la famille des Cracticidae :
  - l'espèce Gymnorhina tibicenmodifier

Pie est un terme  ambigu désignant en français certains grands oiseaux au plumage noir et blanc. 
Ce terme fait originellement référence à la Pie bavarde et au genre Pica, mot dérivé d'une onomatopée qui signifie « bavard ». La CINFO utilise ce terme soit pour désigner des corvidés du genre Pica, soit en tant que terme composé dans pies-grièches, c'est-à-dire des passereaux du genre Lanius, et enfin pour désigner une couleur de robe. Une certaine confusion est donc possible d'autant que ce terme a aussi été utilisé pour désigner certaines espèces ressemblant aux pies bavardes bien qu'assez éloignées génétiquement et qui ne font pas partie du genre Pica.

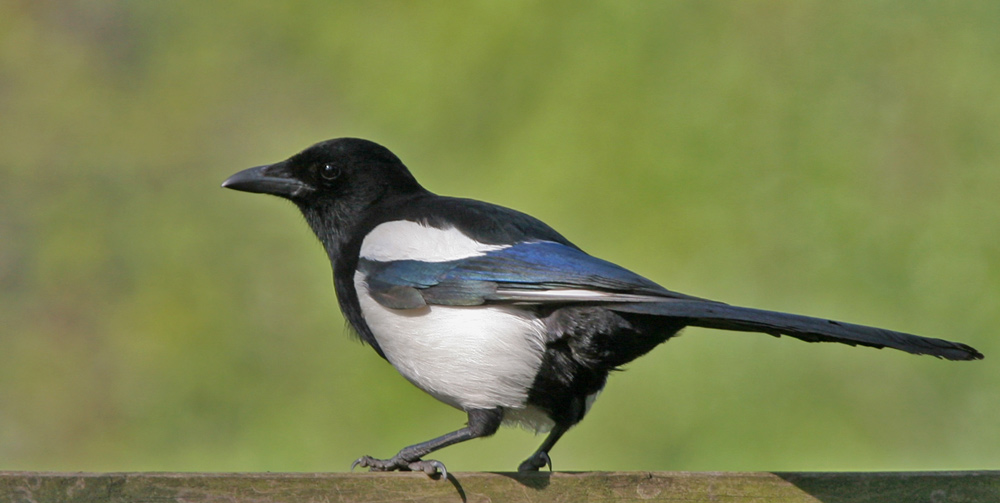
Pie bavarde (Pica pica)

## Caractères communs
Une pie est un oiseau de grande taille de plumage blanc et noir, plutôt intelligent et bruyant.
Les pies font partie des rares animaux capables de réussir le test du miroir.

## Liste des « pies »
| Nom Cinfo                 | Nom scientifique        | Nom vernaculaire                                  | Famille     |
| ------------------------- | ----------------------- | ------------------------------------------------- | ----------- |
| Pie à bec noir d'Amérique | Pica hudsonia           |                                                   | Corvidae    |
| Pie à bec jaune           | Pica nuttalli           |                                                   | Corvidae    |
| Pie bavarde               | Pica pica               |                                                   | Corvidae    |
| Pirolle de Taiwan         | Urocissa caerulea       | Pie bleue de Formose, Pie bleue de Taiwan         | Corvidae    |
| Pirolle à bec jaune       | Urocissa flavirostris   | Pie bleue à bec jaune                             | Corvidae    |
| Pirolle de Whitehead      | Urocissa whiteheadi     | Pie de Whitehead                                  | Corvidae    |
| Témia vagabonde           | Dendrocitta vagabunda   | Pie vagabonde de l'Inde                           | Corvidae    |
| Témia de Swinhoe          | Dendrocitta formosae    | Pie grise                                         | Corvidae    |
| Témia coiffée             | Dendrocitta occipitalis | Pie montagnarde                                   | Corvidae    |
| Témia à ventre blanc      | Dendrocitta leucogastra | Pie à ventre blanc                                | Corvidae    |
| Témia masquée             | Dendrocitta frontalis   | Pie vagabonde masquée, Pie vagabonde à face noire | Corvidae    |
| Témia des Andaman         | Dendrocitta bayleyi     | Pie des Andaman                                   | Corvidae    |
| Témia bronzée             | Crypsirina temia        | Pie à raquette, pie bronzée                       | Corvidae    |
| Témia à collier           | Crypsirina cucullata    | Pie à capuchon                                    | Corvidae    |
| Témia temnure             | Temnurus temnurus       | Pie des bois, Pie temnure                         | Corvidae    |
| Cassican flûteur          | Gymnorhina tibicen      | Pie flutiste, Pie australienne                    | Cracticidae |

## Aspects culturels
Par analogie :

Blason de Bad Elster, ville d'Allemagne.

- Pie désigne une robe animal noir et blanc, c'est également le cas pour certains oiseaux comme l'étourneau pie, le tarier pie, le corbeau pie, le rhipidure pie, le martin-pêcheur pie ou le calao pie.
- Par analogie, un cheval pie a une robe de couleur avec des parties blanches.
- Queue de pie, nom d'un habit à basques longues à l'arrière. En référence aux longues rectrices de l'oiseau.

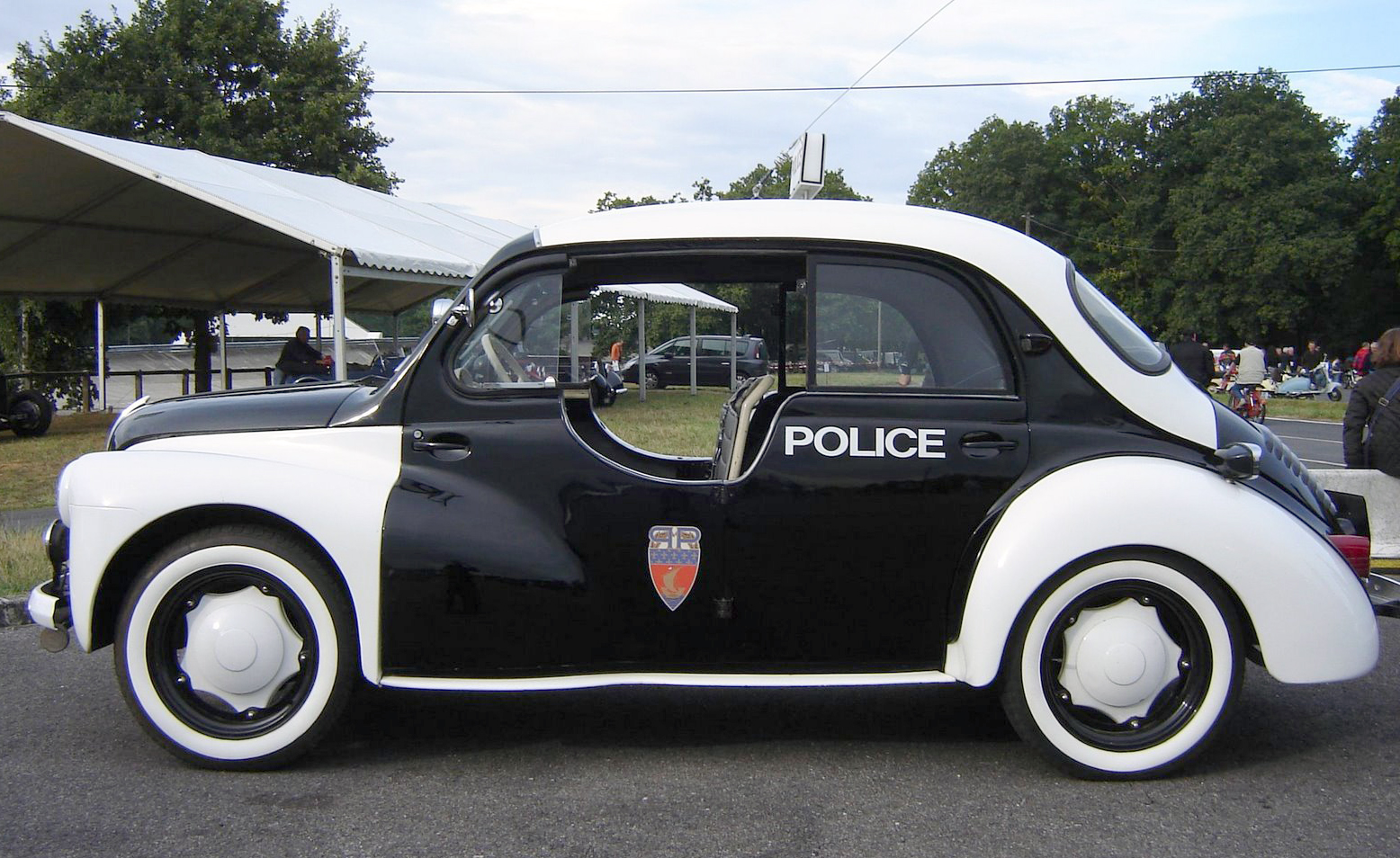
Voiture pie de la préfecture de police de Paris. Ici, une Renault 4CV.

- La « voiture pie » de la police nationale française qui, jusqu'à la fin des années 1980, était peinte en blanc et noir, faisant ainsi penser au plumage de l'oiseau[2],[3].

De nombreuses expressions de la langue française utilisent pie comme « voleur comme une pie », « bavard comme une pie », en se référant à la pie bavarde ou plus généralement aux espèces du genre Pica. Il s'agit cependant d'une réputation infondée puisque ces pies ne sont ni voleuses, ni attirées par les objets brillants,.
La pie figure en héraldique sur certains blasons.

## Dans la culture asiatique
La pie est un oiseau très populaire dans la culture d’Asie de l’Est, un symbole de chance et de bonne fortune, un sujet commun dans la peinture chinoise, que l’on retrouve souvent dans la poésie chinoise traditionnelle. En outre, dans le folklore chinois, toutes les pies du Tanabata s'envolent chaque année vers la rivière Tianhe, pour établir un pont qui permet au Vacher et à la Fille du tisserand de se rencontrer. Ainsi, dans la culture chinoise, le pont devient souvent une relation entre l'homme et la femme.
La pie coréenne est un oiseau national et un symbole national de la Corée, parfois appelée pie asiatique ou pie chinoise.
Les pies ont une place importante dans le mythe de la naissance d’Ai Xinjue Luo Bukuri Yushun, l’ancêtre de la dynastie Qing.